# 道川站
道川站（日语：／ Michikawa eki */?）是位於秋田縣由利本莊市岩城內道川，屬於東日本旅客鐵道（JR東日本）的羽越本線車站。

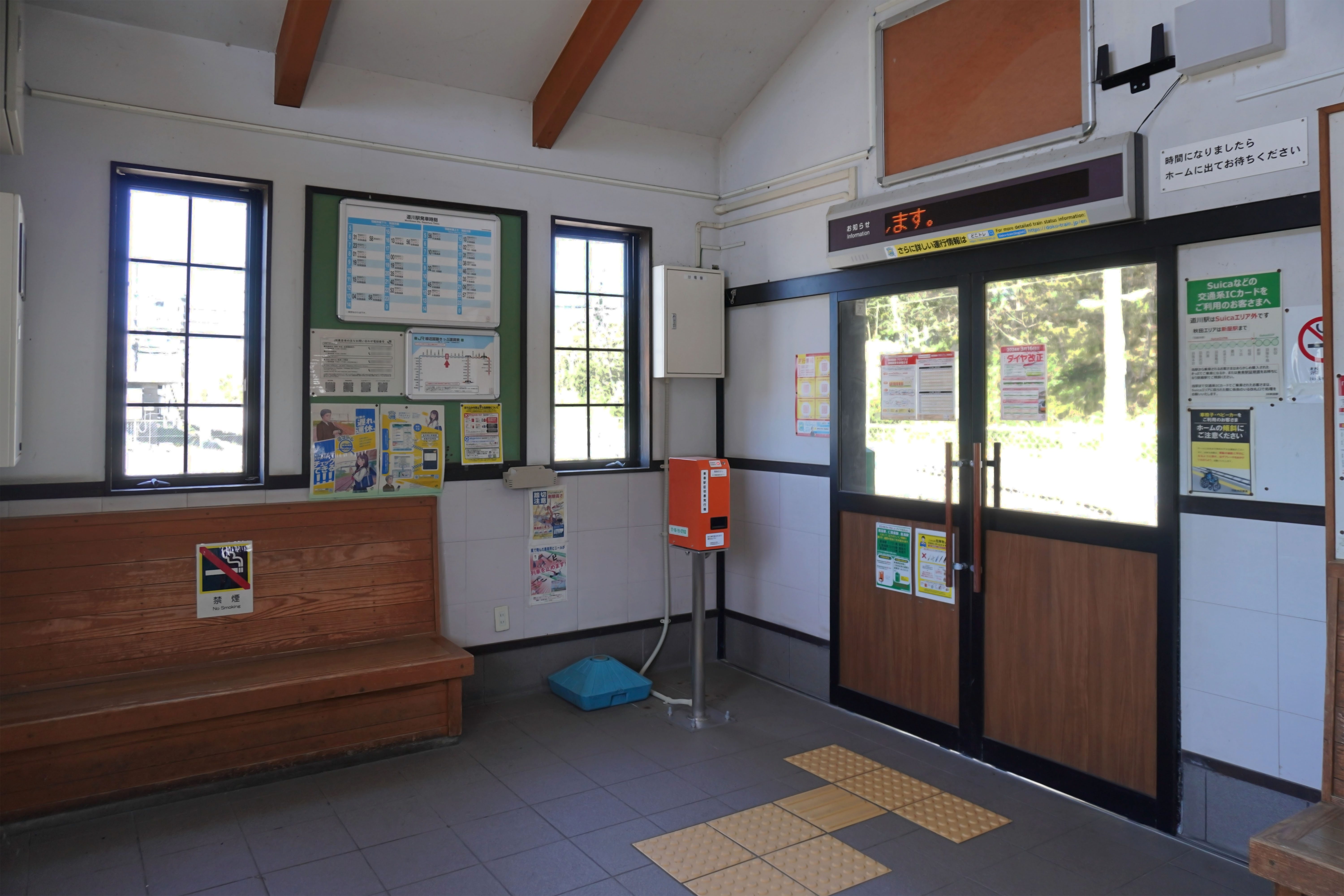
車站內部（2024年5月）

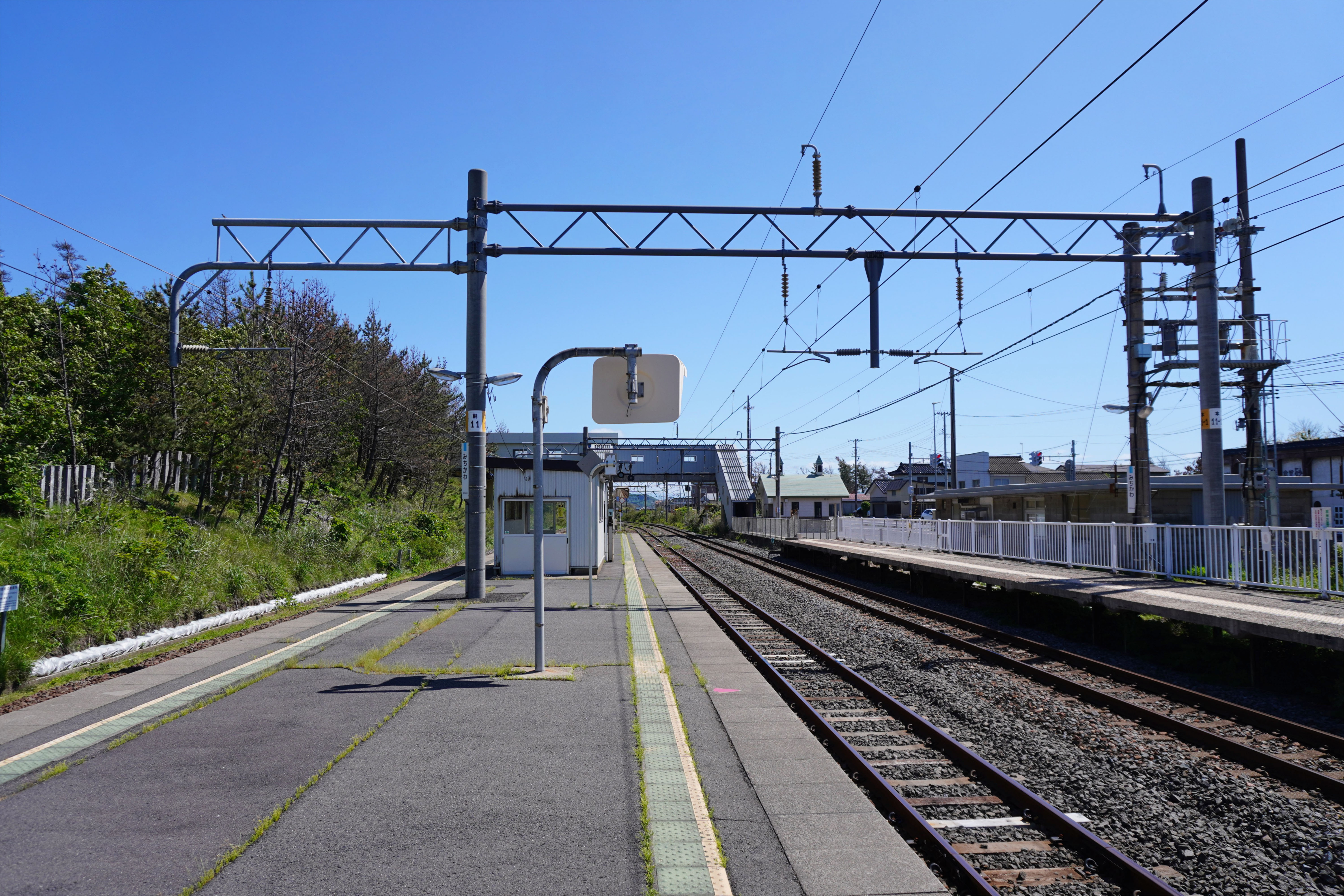
月台（2024年5月）

## 歷史
- 1920年（大正9年）2月22日：國鐵羽越北線秋田站至此站之間開通，此站啟用。當時車站位於由利郡（日语：由利郡）道川村（日语：道川村 (秋田県)）。
- 1920年（大正9年）7月30日：羽越北線此站至羽後龜田站之間開通。
- 1924年（大正13年）4月20日：羽後岩谷站至秋田站之間編入至羽越線。
- 1925年（大正14年）11月20日：隨著支線與赤谷線啟用，羽越線改名為羽越本線。
- 1971年（昭和46年）10月1日：終止貨物起卸業務[2]。
- 1972年（昭和47年）10月：成為簡易委託車站[1]。
- 1987年（昭和62年）4月1日：伴隨國鐵分割民營化，車站由東日本旅客鐵道（JR東日本）營運。
- 日期不詳：成為無人車站。
- 日期不詳：現時車站大樓建成。

## 車站構造
本站是地面車站，設有1面1線的單式月台和1面2線的島式月台，共有2面3線的月台。位於西邊的站房和月台之間透過跨線橋連接，並於跨線橋處同時設有東出口。此站是由羽後本莊站管理的無人車站。站內只有候車室、簡易型自動售票機和廁所。

### 月台
| 月台 | 路線      | 上下行 | 方向     | 備註                 |
| ---- | --------- | ------ | -------- | -------------------- |
| 1    | ■羽越本線 | 下行   | 秋田方向 |                      |
| 2    | ■羽越本線 | 下行   | 秋田方向 | 從此站出發的列車使用 |
| 2    | ■羽越本線 | 上行   | 酒田方向 | 待避線               |
| 3    | ■羽越本線 | 上行   | 酒田方向 |                      |

此站設有1班列車從此站出發。

## 車站周邊
- 國道7號
- 岩城郵局
- 道川海灘
- 日本火箭發祥紀念之碑 - 在1955年至1962年之間，東京大學生產技術研究所曾經在「秋田火箭實驗場（日语：秋田ロケット実験場）」試射飛彈

## 巴士路線
此站站前設有羽後交通道川站前巴士站。

## 相鄰車站
東日本旅客鐵道
■羽越本線
□快速
通過
■普通
岩城港－道川－下濱

## 注腳
1. 1 2  “無人駅 羽越線・道川駅”. 秋田魁新報 (秋田魁新報社): p.2 (1975年10月25日 夕刊)
2. ↑  “陳情攻勢で“無人化”が後退 秋鉄局 日中だけ駅員配置 ただし本年度いっぱい” 秋田魁新報 (秋田魁新報社): p12. (1971年9月29日 朝刊)
3. 1 2  . 東日本旅客鉄道.   [2020-03-13]. （原始内容存档于2021-07-29） （日语）.

## 外部連結
- 車站資訊（道川）：東日本旅客鐵道（日語）